# Rivière de la Galette
Pour les articles homonymes, voir Galette.
La rivière de la Galette est un affluent de la rive sud du réservoir Gouin (baie Bouzanquet), coulant dans le territoire de l'agglomération de La Tuque, dans la région administrative de la Mauricie, au Québec, au Canada.
La rivière de la Galette coule successivement dans les cantons de Fréchette et de Delâge, au sud du réservoir Gouin et du côté ouest de la partie supérieure de la rivière Saint-Maurice. La foresterie constitue la principale activité économique de cette vallée ; les activités récréotouristiques, en second.
La route 400, reliant le barrage Gouin au village de Parent, dessert la vallée de la rivière de la Galette en contournant par le nord-ouest le Mont Louis-Georges-Morin (altitude : 535 m) ; cette route dessert aussi la péninsule qui s’étire vers le nord dans le réservoir Gouin sur 30,1 km. Quelques routes forestières secondaires sont en usage à proximité pour la foresterie et les activités récréotouristiques.
La surface de la rivière de la Galette est habituellement gelée de la mi-novembre à la fin avril, toutefois la circulation sécuritaire sur la glace se fait généralement du début décembre à la fin de mars.

## Géographie
Les bassins versants voisins de la rivière de la Galette sont :
- côté nord : réservoir Gouin, baie Bouzanquet, lac des Cinq Milles, lac Brochu, baie Kettle ;
- côté est : rivière Atimokateiw, rivière Leblanc, rivière Jean-Pierre, rivière Saint-Maurice, rivière des Cyprès, rivière Najoua ;
- côté sud : lac Decelles, rivière Bazin, ruisseau Norah, rivière Bellerive, rivière Pichoui Ouest ;
- côté ouest : lac Francoeur, lac des Cinq Milles, réservoir Gouin (baie du Sud), rivière Nemio.

La rivière de la Galette prend naissance à l’embouchure du lac non identifié (longueur : 2,2 km ; altitude : 449 m). L’embouchure de ce lac de tête est située à :
- 7,2 km au sud-est de la confluence de la rivière de la Galette et du lac Delâge ;
- 17,2 km au sud de l’embouchure de la rivière de la Galette (confluence avec la baie Bouzanquet du réservoir Gouin) ;
- 37,6 km sud-ouest du barrage à l’embouchure du réservoir Gouin (confluence avec la rivière Saint-Maurice) ;
- 62,7 km à l'ouest du centre du village de Wemotaci qui est situé le long de la rivière Saint-Maurice ;
- 153,3 km au nord-ouest du centre-ville de La Tuque[2].

À partir de l’embouchure du lac de tête, le cours de la rivière de la Galette coule sur 34,2 km selon les segments suivants :
- 5,3 km vers le sud-ouest en traversant un lac non identifié (longueur : 3,3 km ; altitude : 436 m) sur 2,4 km, jusqu’à son embouchure ;
- 6,6 km vers le nord en passant du côté ouest d’une montagne, jusqu’à la limite sud du canton de Delâge ;
- 6,5 km vers le nord, l’est, puis le nord dans le canton de Delâge, jusqu’à la rive sud de la partie sud-ouest du lac Delâge ;
- 8,0 km vers le nord-est en traversant le lac Delâge (longueur : 8,1 km ; altitude : 402 m), jusqu’à son embouchure ;
- 7,8 km vers le nord en traversant le lac de la Galette (élévation : 402 m) sur sa pleine longueur, jusqu’à son embouchure[3].

L’embouchure de la rivière de la Galette est localisé à :
- 27,8 km au sud-est du barrage Gouin ;
- 52,1 km au sud-est du centre du village de Obedjiwan lequel est situé sur une presqu’île de la rive nord du réservoir Gouin ;
- 68,7 km au nord-ouest du centre du village de Wemotaci (rive nord de la rivière Saint-Maurice) ;
- 160 km au nord-ouest du centre-ville de La Tuque ;
- 262,6 km au nord-ouest de l’embouchure de la rivière Saint-Maurice (confluence avec le fleuve Saint-Laurent à Trois-Rivières)[4].

L’embouchure du lac de la Galette correspond à l’embouchure de la rivière de la Galette , soit sur la rive sud du réservoir Gouin. De là, le courant coule vers le nord-ouest sur 9,5 km vers le nord-ouest jusqu’à l’embouchure de la baie Bouzanquet ; puis traverse le réservoir Gouin sur 34,8 km en contournant une grande péninsule par le nord, en traversant le lac Brochu et la baie Kikendatch jusqu’au barrage Gouin. À partir de ce barrage, le courant emprunte la rivière Saint-Maurice jusqu’à Trois-Rivières.

## Toponymie
Ce toponyme était vraisemblablement en usage à la fin du XIXe siècle, grâce à la ruée vers l’exploitation forestière de la Haute-Mauricie qui débuta vers le milieu de ce siècle.
En 1906, l’équipe de l'arpenteur de Courval fit une expédition d’exploration du territoire en remontant la rivière de la Galette. Cet affluent de la rivière Saint-Maurice comportait une longueur de plus de 55 km. À la suite de l’érection du barrage la Loutre en 1918, la montée des eaux dans le réservoir Gouin réduisit la longueur initiale du cours d’eau ; puis l’érection du barrage Gouin en 1948 réduisit sa longueur à environ 15 km. Un trait du relief rappelant la forme d'une galette est probablement à l'origine de ce nom et des autres lieux portant cette appellation.
Jadis, au Canada français, le terme « galette » désignait une sorte de biscuit plat ou de crêpe cuit dans la poêle. Les recettes de galettes sont généralement à base de farine d’avoine, de blé, de maïs ou de sarrasin, mélangés notamment avec de la mélasse, du gruau, du sirop d’érable, du chocolat...
La toponymie canadienne française a retenu ce nom dès le premier siècle du régime 1rançais. En Nouvelle-France, un document de 1673 mentionne les rapides La Galette, un poste de traite appelé la Galette et un endroit nommé La Galette[...] au-dessous du Fort de Chambly. Au XXIe siècle, la toponymie québécoise compte une dizaine d'entités désignées Galette surtout des lacs.
Le toponyme rivière De la Galette a été officialisé le 5 décembre 1968 à la Commission de toponymie du Québec.